# 保利斯塔斯
保利斯塔斯是巴西米纳斯吉拉斯州的一个市镇。总面积220.075平方公里，总人口4893人，人口密度22.2人/平方公里。